# Житомирский Свято-Анастасиевский монастырь
Житомирский Свято-Анастасиевский монастырь ― православный женский монастырь в Житомирe. Имеет статус ставропигиального монастыря Украинской православной церкви (Московского патриархата).
Основан в 1999 году на окраине Житомира во имя святой Анастасия Римской. Находится в ведении митрополита Киевского и всея Украины.

## История монастыря
В 1860-х годы архиепископ Волынский и Житомирский Модест (Стрельбицкий) привёз в Житомир подарок Антиохийского Патриарха Иерофея ― главу святой Анастасии Римской. Перенявший епископскую кафедру архиепископ Антоний (Храповицкий) позаботился, чтобы глава святой «явилась открытою для всех христиан Волынского края». В 1903 году с разрешения Св. Синода глава преподобномученицы была перенесена в Житомирский Спасо-Преображенский кафедральный собор.
В 1935 году собор закрыли, мощи исчезли. Но в 1941 году, во время оккупации, когда собор был открыт, глава святой возвратилась. После войны собор закрывать не стали, но его нижний храм изъяли у общины; мощи, как и раньше, исчезли. Однако, существует предание об их возвращении.
Весной 1999 года на окраине Житомира, называющейся Малеванка, на месте бывшего санатория открылся первый в истории города женский монастырь.
В одном из старых корпусов обустроен храм прп. Сергия Радонежского, на территории построена колокольня. В августе 2002 года заложен собор в честь святой преподономученицы Анастасии Римской, покровительницы Житомира, с нижним приделом преподобного Серафима Саровского.

## Современное состояние
|                                                                                      |  |                 |  |                                        |
| Церковь во имя Святой Анастасии Римской с нижним приделом во имя Серафима Саровского |  | Келии монастыря |  | Могила схимонахини Рафаилы (Чернецкой) |

Ныне в монастыре около 20 насельниц. Территория монастыря примерно в два гектара. Монастырский храм обустроен по принципу домовой церкви: несколько помещений объединили в одно пространство, арками выделили солею (внешнюю сторону алтаря), под золото покрыли иконостас. Привлекает верующих икона Божией Матери «Всех скорбящих Радость». Есть в храме также и деревянный ковчежец с мощами святых.
Все богослужения совершаются в храме преподобного Серафима Саровского. Настоятель — архиепископ Житомирский и Новоград-Волынский Гурий (Кузьменко).
Адрес монастыря: 10003, Украина, г. Житомир, ул. Сосновая, 13-а

## Святыни

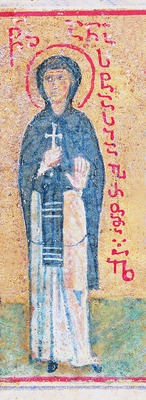
Анастасия Рымская. Миниатюра из греко-грузинской рукописи XV века

Икона прмц. Анастасии Римской с частицей мощей, частицы св. угодников Божиих; чтимая могила схимонахини Рафаилы.

## Молитва преподобномученице Анастасии Римской
Девственниц похвало и мучениц славо, Анастасие преподобная! К тебе во умилении сердец наших припадаем и твоего заступления у Господа о нас молим. Аще бо чистоте твоей не поревновахом и безбоязненнаго исповедания твоего не приобщихомся, паче же многими прегрешеньми и лютыми паденьми и отступствы гнев Божий привлекохом, но не хощем во гресех наших умрети и, на твоя мужеския подвиги взирающе, паки на одоление страстей наших ополчаемся. Сие же ведуще, яко кроме благодатныя помощи ничто же благое сотворити возможем, тую нам от Господа подати тебе просим. Ты бо, преподобномученице преславная, велие ко Владыце дерзновение стяжала еси, яко прославившая Его в чистой души твоей и в телеси твоем страдальчестем, зане вся прельщения и прещения мучителя презревши, искоренение же зубов и ногтей истерзание, и сосцев и рук и ног отсечение сладце претерпевши, дерзновенно вопияла еси: «Христос есть богатство мое и похвала». Тем же от того богатства и нашей нищете духовная подаждь дарования и от безмерных прегрешений живот наш соблюди, мир и безмятежие нам испроси, от нужды и уныния нас предстательством твоим огради, друг ко другу нас в послушании и братолюбии настави и ко Господу очи сердец наших всегда возводи, во еже присно славити нам Отца и Сына и Святаго Духа державу, и твое теплое предстательство во веки веков. Аминь.